# دهستان آهودشت
دهستان آهودشت، یکی از دهستان‌های بخش مرکزی شهرستان کرخه در استان خوزستان ایران است. مرکز این دهستان، روستای مزرعه یک است.

## جمعیت
بر پایه سرشماری عمومی نفوس و مسکن در سال ۱۳۹۵، جمعیت دهستان آهودشت برابر ۱۱٬۴۳۶ نفر بوده‌است.